# Luc Putman
Luc Putman (* 1927; † 30. September 2002) war ein belgischer Diplomat.

## Leben
Von 1964 bis 1968 diente Putman am belgischen Königshof unter König Baudouin. Ab 1970 war Putman Gesandter und Vertreter des Botschafters an der belgischen Botschaft in Deutschland mit Amtssitz in Köln. 1983 war Luc Putman Generalsekretär des belgischen Außenministeriums.
Während seiner Amtszeit als Botschafter in Kinshasa nahmen am 18. Juli 1985 Mobutus Sicherheitskräfte Grégoire Dikonda wa Lumanyisha und den belgischen Staatsbürger Ronald Van den Bogaert fest und verurteilten ihn zu zehn Jahren Haft. Daraufhin wurde Putmann zu Konsultationen nach Brüssel gerufen.

## Schriften
- In dienst van koning Boudewijn (1964–1968)
- Danse macabre in Gbadolite, 1985
- Van Kinshasa tol Moskou, St.-Martens-Latem, Aurelia Books, 1994